# 쇼단
쇼단(Shodan)은 사용자가 다양한 필터를 사용하여 인터넷에 연결된 다양한 유형의 서버(웹캠, 라우터, 서버 등)를 검색할 수 있도록 해주는 검색 엔진이다. 일부에서는 쇼단을 서비스 배너 검색 엔진이라고 불리는데, 이는 서버가 클라이언트에게 보내는 메타데이터이다. 여기에는 서버 소프트웨어 정보, 서비스가 지원하는 옵션, 환영 메시지 등 클라이언트가 서버와 상호 작용하기 전에 확인할 수 있는 모든 정보가 포함될 수 있다.
쇼단은 주로 웹 서버(HTTP/HTTPS - 포트 80, 8080, 443, 8443)뿐만 아니라 FTP(포트 21), SSH(포트 22), Telnet(포트 23), SNMP(포트 161), IMAP(포트 143 또는 (암호화된) 993), SMTP(포트 25), SIP(포트 5060), 실시간 스트리밍 프로토콜(RTSP, 포트 554)에서 데이터를 수집한다. RTSP는 웹캠과 비디오 스트림에 액세스하는 데 사용할 수 있다.
2003년 인터넷에 연결된 기기를 검색한다는 아이디어를 고안한 컴퓨터 프로그래머 존 매덜리가 2009년에 출시했다. 쇼단(Shodan)이라는 이름은 시스템 쇼크(System Shock) 비디오 게임 시리즈의 등장인물인 쇼단(SHODAN)에서 따왔다. 미국 일부 주에서는 사용자가 소유하지 않은 기기에 쇼단을 사용하는 것은 기기나 시스템에 아무런 손상이 없더라도 중범죄로 간주된다.

## 같이 보기
- Nmap